# Wang Guifang
Wang Guifang (chinesisch 王桂芳; * 23. Oktober 1962) ist eine ehemalige chinesische Eisschnellläuferin.
Wang nahm von 1982 bis 1985 an internationalen Wettbewerben teil. Dabei belegte sie bei der Sprintweltmeisterschaft 1982 in Alkmaar den 17. Platz im Sprint-Mehrkampf und bei den Olympischen Winterspielen 1984 in Sarajevo den 23. Platz über 1500 m sowie den 21. Rang über 3000 m.

## Persönliche Bestleistungen
| Disziplin | Zeit        | Datum             | Ort       |
| --------- | ----------- | ----------------- | --------- |
| 500 m     | 43,71 s     | 6. Februar 1982   | Alkmaar   |
| 1000 m    | 1:28,16 min | 13. Januar 1985   | Inzell    |
| 1500 m    | 2:16,02 min | 10. Dezember 1981 | Matsumoto |
| 3000 m    | 4:53,79 min | 17. Dezember 1981 | Matsumoto |
| 5000 m    | 8:41,65 min | 13. Januar 1985   | Inzell    |